# Pero rata
Pero rata là một loài bướm đêm trong họ Geometridae.